# Warham All Saints
Warham All Saints var en civil parish fram till 1935 när den uppgick i civil parish Warham, i grevskapet Norfolk i England. Civil parish var belägen 4 km från Wells-next-the-Sea och hade 213 invånare år 1931.